# Hermil
Hermil, martir împreună cu Stratonic (d. pe la 315), sfinți în Biserica Ortodoxă și Biserica Catolică.
Despre acești sfinți avem știre din Martirologiul lui Usuard, de unde au intrat și în sinaxarul grec, pe data de 13 ianuarie.
Hermil era diacon la Singidunum, astăzi Belgrad. Pe vremea lui Licinius, a fost silit să se lepede de credința creștină, dar opunându-se, i-a fost jupuită pielea de pe obraji și a fost întemnițat; în temniță, potrivit martirologiului, ar fi fost cercetat de către un înger. Apoi a fost bătut cu vergi de către șase bărbați, dar nu muri. În temniță recita psalmul 27 (26). A doua zi a fost torturat, dar tot nu muri. Văzând neclintirea lui, temnicerul Stratonic ar fi devenit creștin. În ziua următoare au fost chinuiți amîndoi, apoi au fost legați deolaltă și uciși prin înec în Dunăre. Creștinii din împrejurimi au aflat trupurile lor și le-au îngropat la Singidunum. La Constantinopol s-a zidit o biserică, unde au fost îngropate o parte din moaștele lui Stratonic, care a dat numele acestui lăcaș de cult.